# Manniophyton fulvum
Manniophyton fulvum är en törelväxtart som beskrevs av Johannes Müller Argoviensis. Manniophyton fulvum ingår i släktet Manniophyton och familjen törelväxter. Inga underarter finns listade i Catalogue of Life.